# Catocalephe
Catocalephe är ett släkte av skalbaggar. Catocalephe ingår i familjen vivlar.
Kladogram enligt Catalogue of Life:
| Catocalephe | \| \| Catocalephe minans \| \| \| \| |
|             | \| \| Catocalephe minans \| \| \| \| |
|             | Catocalephe minans                   |
|             |                                      |